# شو ساساكي
شو ساساكي (باليابانية: 佐々木 翔) (2 أكتوبر 1989 في كاناغاوا في اليابان – )؛ هو لاعب كرة قدم ياباني سابق كان يلعب كمدافع.

## وصلات خارجية
- شو ساساكي على موقع الاتحاد الدولي (مؤرشف)  (الإنجليزية)
- شو ساساكي على موقع رابطة كرة القدم اليابانية للمحترفين (اليابانية)
- شو ساساكي على موقع إي إس بي إن إف سي (الإنجليزية)
- شو ساساكي على موقع قاعدة بيانات كرة القدم.إي يو (الإنجليزية)
- شو ساساكي على موقع ناشيونال فوتبول تيمز (الإنجليزية)
- شو ساساكي على موقع Soccerbase.com (لاعب) (الإنجليزية)
- شو ساساكي على موقع Soccerway.com (الإنجليزية)
- شو ساساكي على موقع عالم كرة القدم.نت (الإنجليزية)
- شو ساساكي على موقع AS.com (الإسبانية)